# Killickia lutea
Killickia lutea là một loài thực vật có hoa trong họ Hoa môi. Loài này được Bräuchler mô tả khoa học đầu tiên năm 2008.